# 埃及博物馆 (柏林)

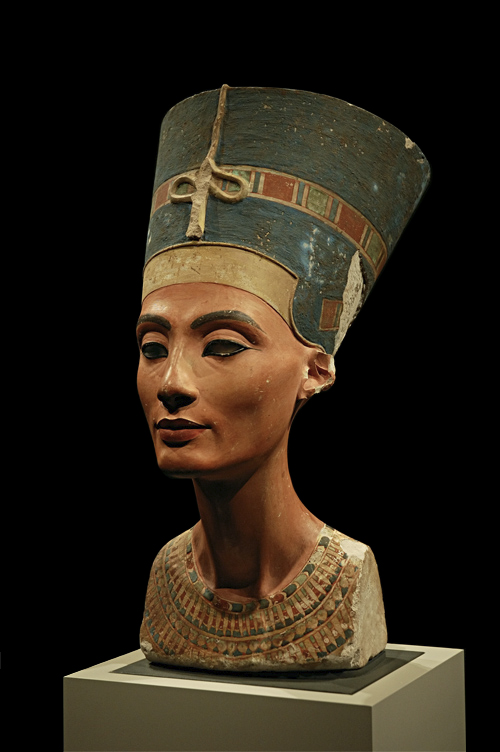
娜芙蒂蒂胸像

柏林埃及博物馆（德語：Ägyptisches Museum und Papyrussammlung）是世界上最重要的古埃及文物收藏中心之一，藏有最具代表性的娜芙蒂蒂胸像。自2009年起，其收藏成为柏林博物館島重新开业的柏林新博物馆的一部分。

## 历史

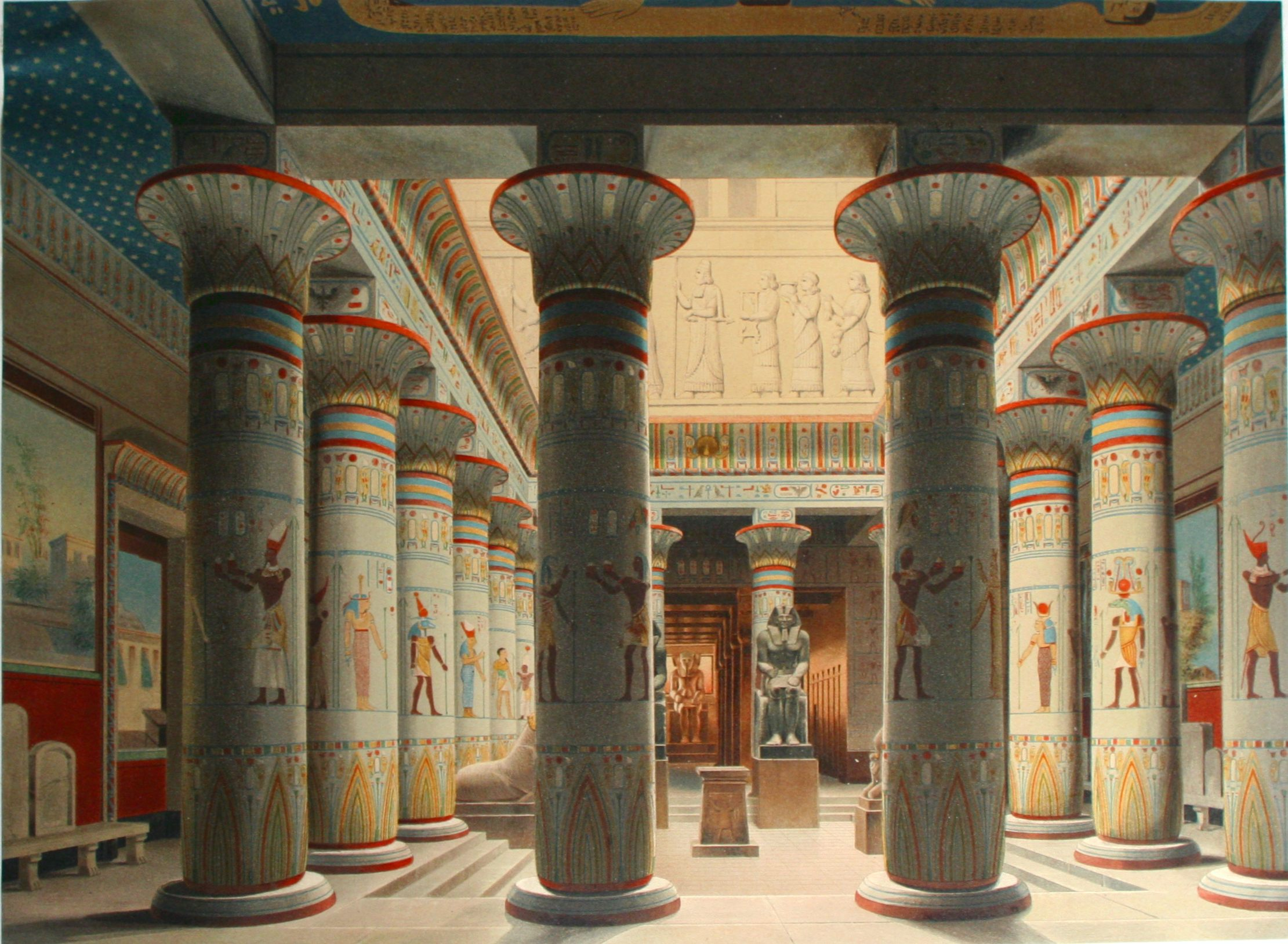
新博物馆的埃及庭院，石版画，爱德华·格尔特纳 （1862）

这座博物馆起源于18世纪霍亨索伦王朝普魯士国王们的皇室艺术收藏。亚历山大·冯·洪堡建议建一个埃及部门，在腓特烈·威廉三世国王命令下，1828年时将第一批物品带到柏林。这个部门最初建在蒙比歐宮，由的里雅斯特商人帕萨拉夸负责管理，他广泛的收藏品成为了藏品基础。1842年至1845年，卡尔·理查德·莱普修斯率领普鲁士军队远征埃及和努比亚，给柏林带来了更多的藏品。
1850年，藏品搬到了现今的藏处，弗里德里希·奥古斯特·施蒂勒设计的新博物馆。波爾哈特在阿玛纳发掘发现的娜芙蒂蒂胸像，1920年企业家亨利·詹姆斯·西蒙将其捐入博物馆，它很快就成为了该馆最著名的展览品。二战期间，新博物馆受到戰略轟炸的严重损坏，藏品被分藏于东柏林和西柏林。主要部分留在了东柏林，在博德博物馆展示；而撤到西德的那些藏品，包括娜芙蒂蒂胸像，则回到了西柏林。1967到2005年，藏品安放在夏洛滕堡宫。随着兩德統一，这些藏品也重新收藏在一起，收藏于柏林博物馆岛。

## 收藏
博物馆收藏了从公元前4000年（前王朝时期）到罗马统治时期的文物，不过大部分都是阿肯那顿统治时期的（约公元前1340年）。最著名的展览品，是保存完好、栩栩如生、色彩鲜艳的娜芙蒂蒂女王半身像。2005年，它从夏洛滕堡宫移入柏林旧博物馆，2009年10月又搬到了柏林博物館島上新重建的新博物馆内。

## 图鉴

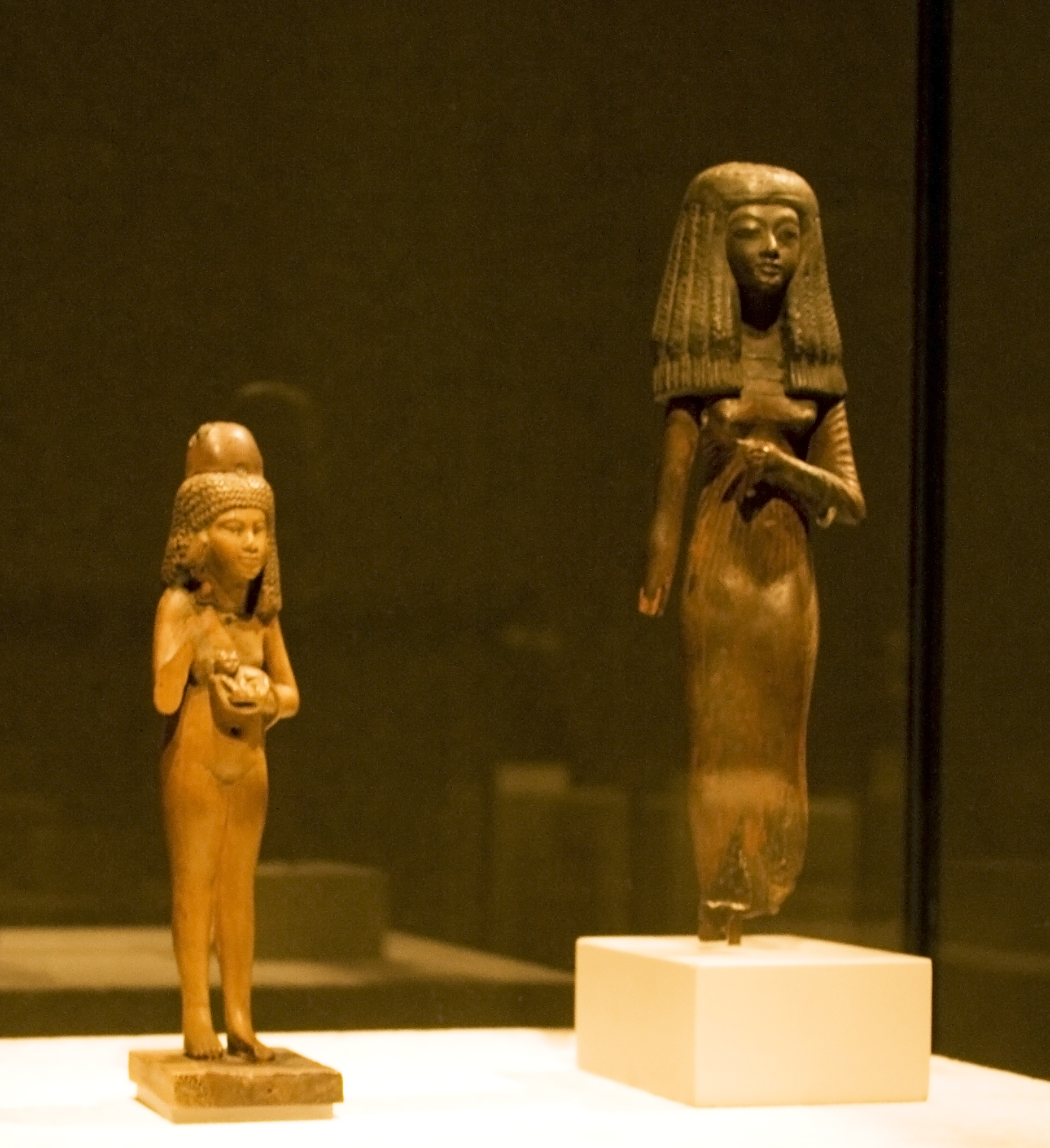
女孩与猫像和少女立像，第十八王朝和第十九王朝，阿布瑟埃尔莫列克和底比斯。
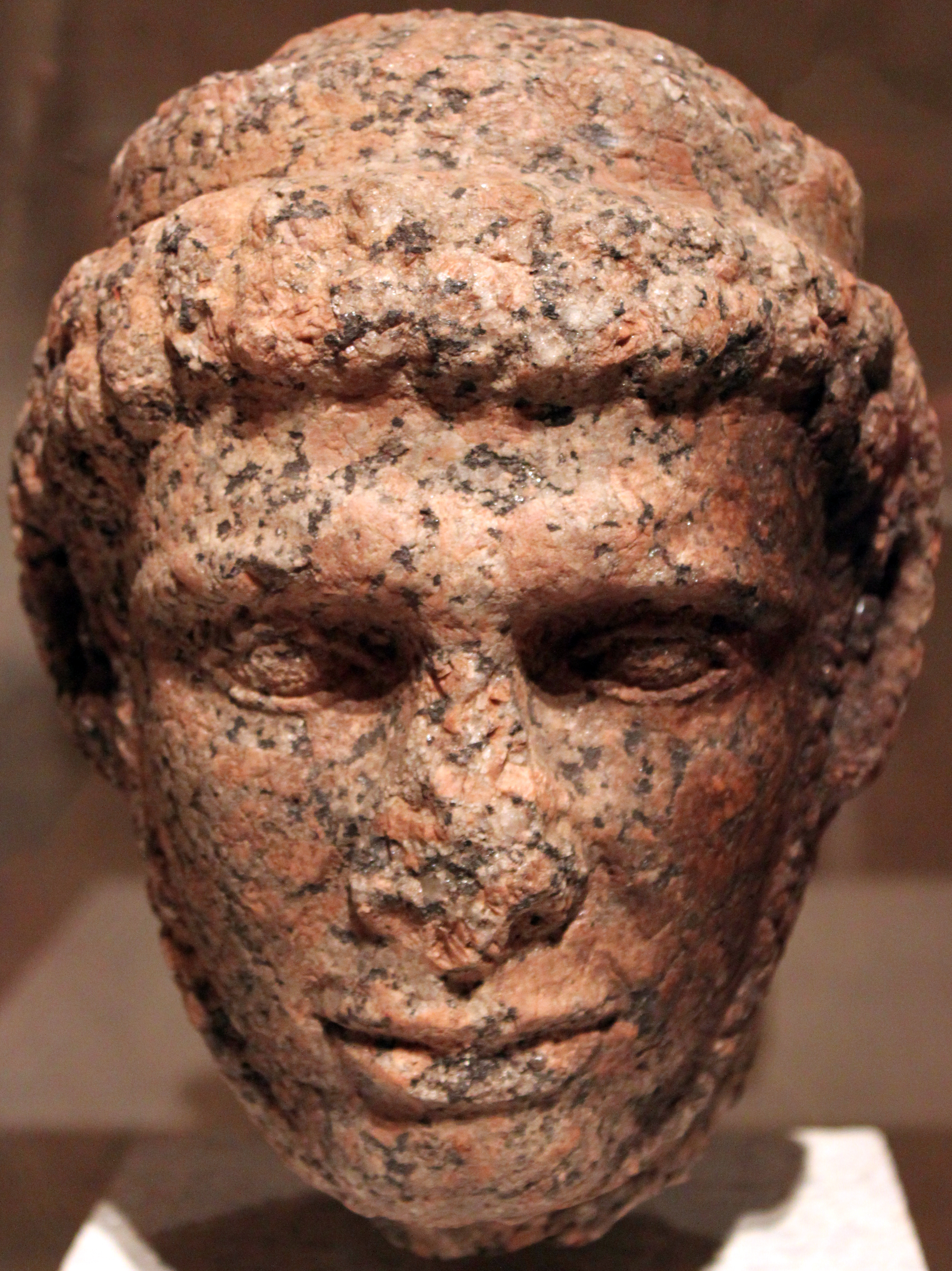
托勒密十世头像（统治110-88 BC）。
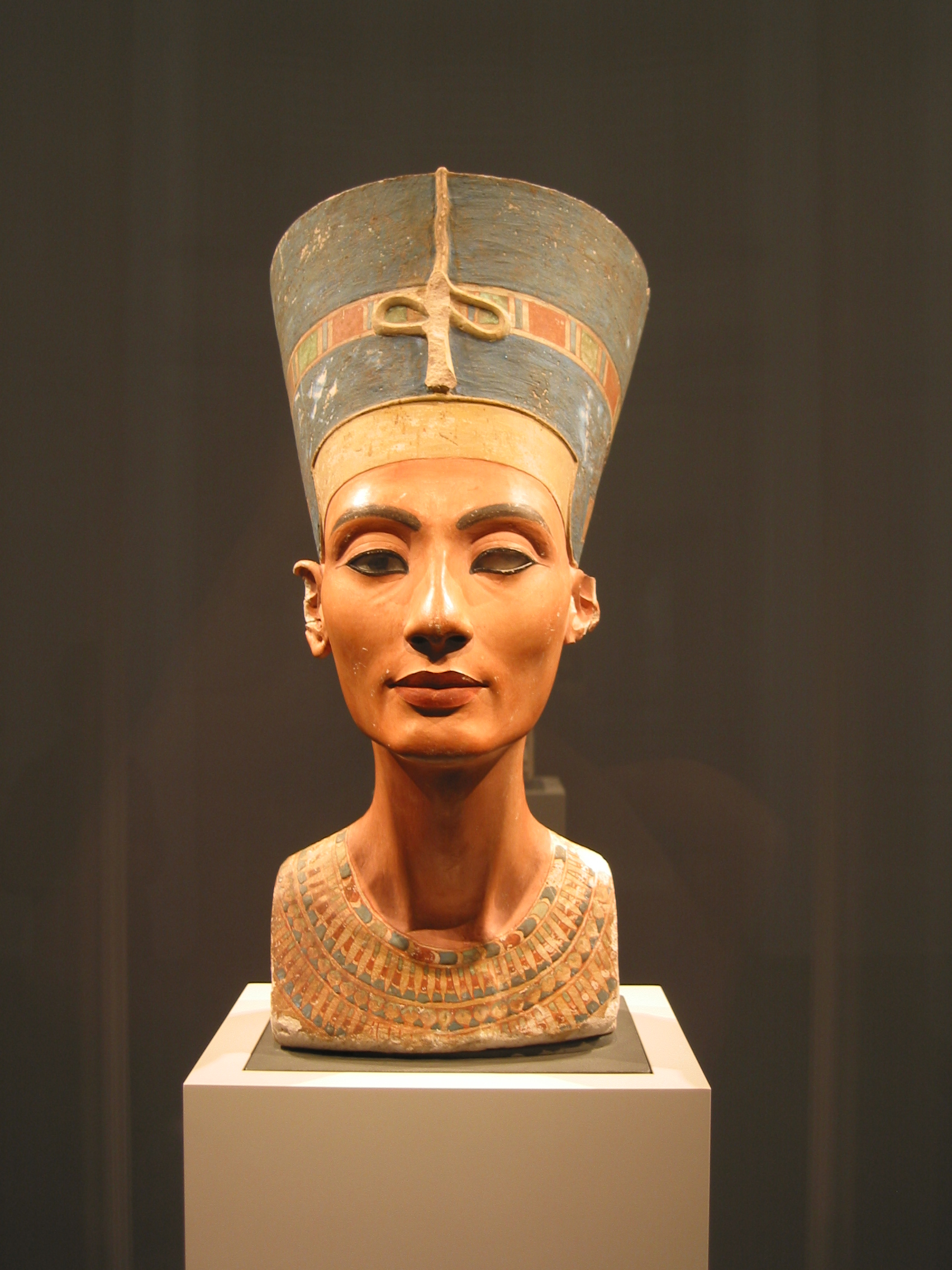
娜芙蒂蒂胸像，1338 BC。
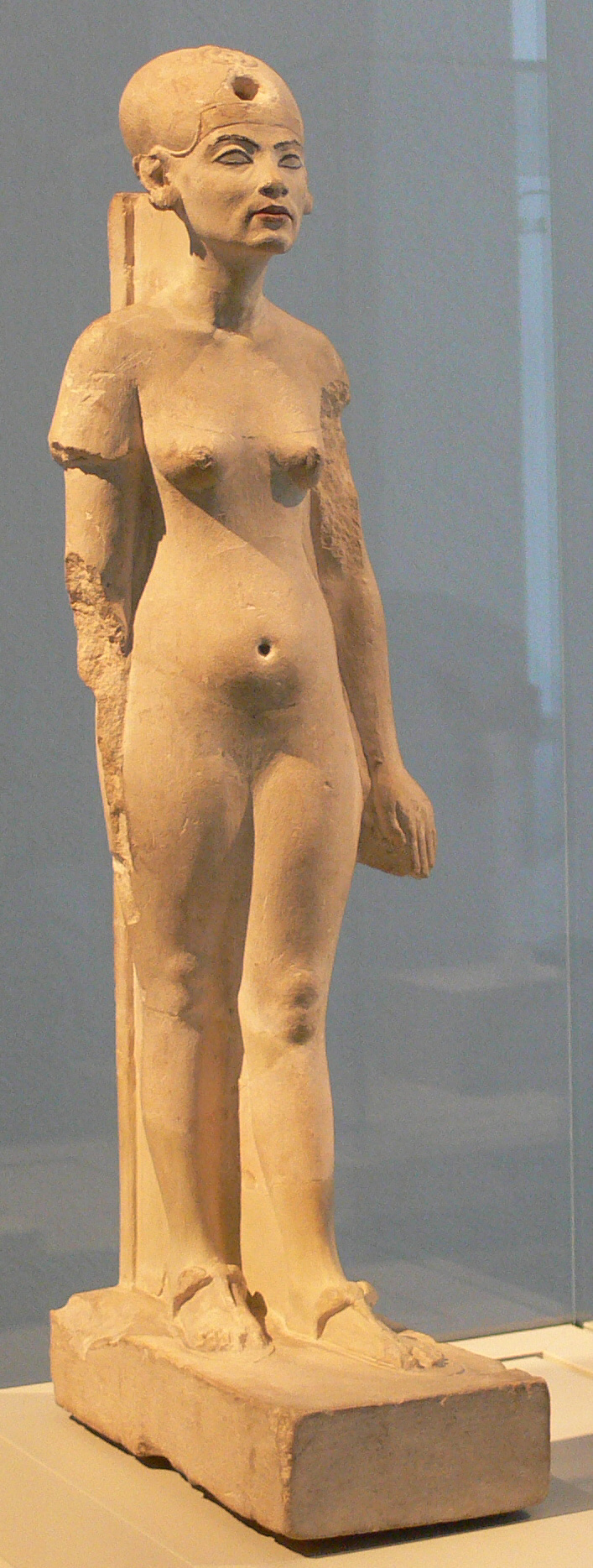
娜芙蒂蒂立像（英语：Standing Figure of Nefertiti）
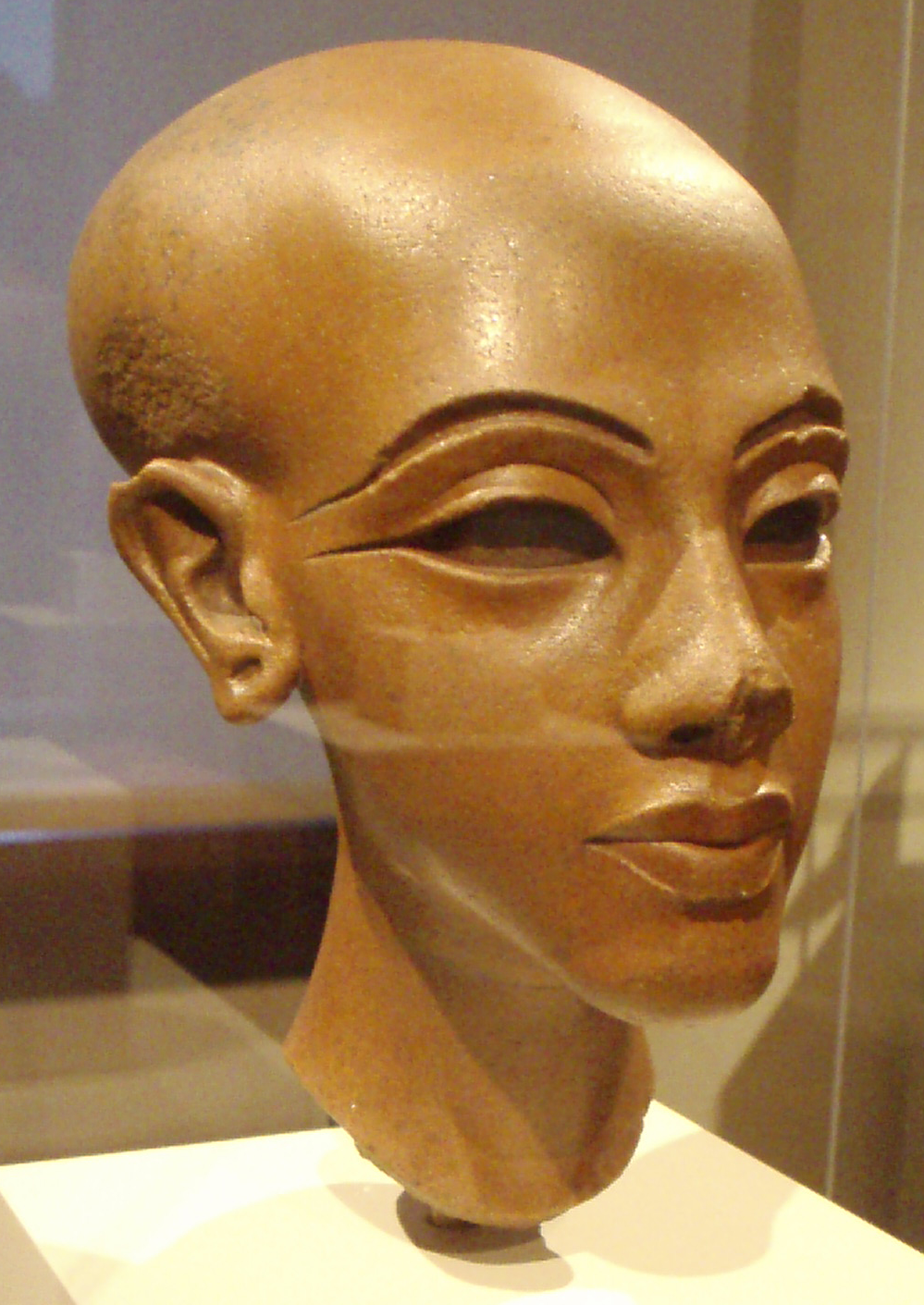
阿玛纳公主头像
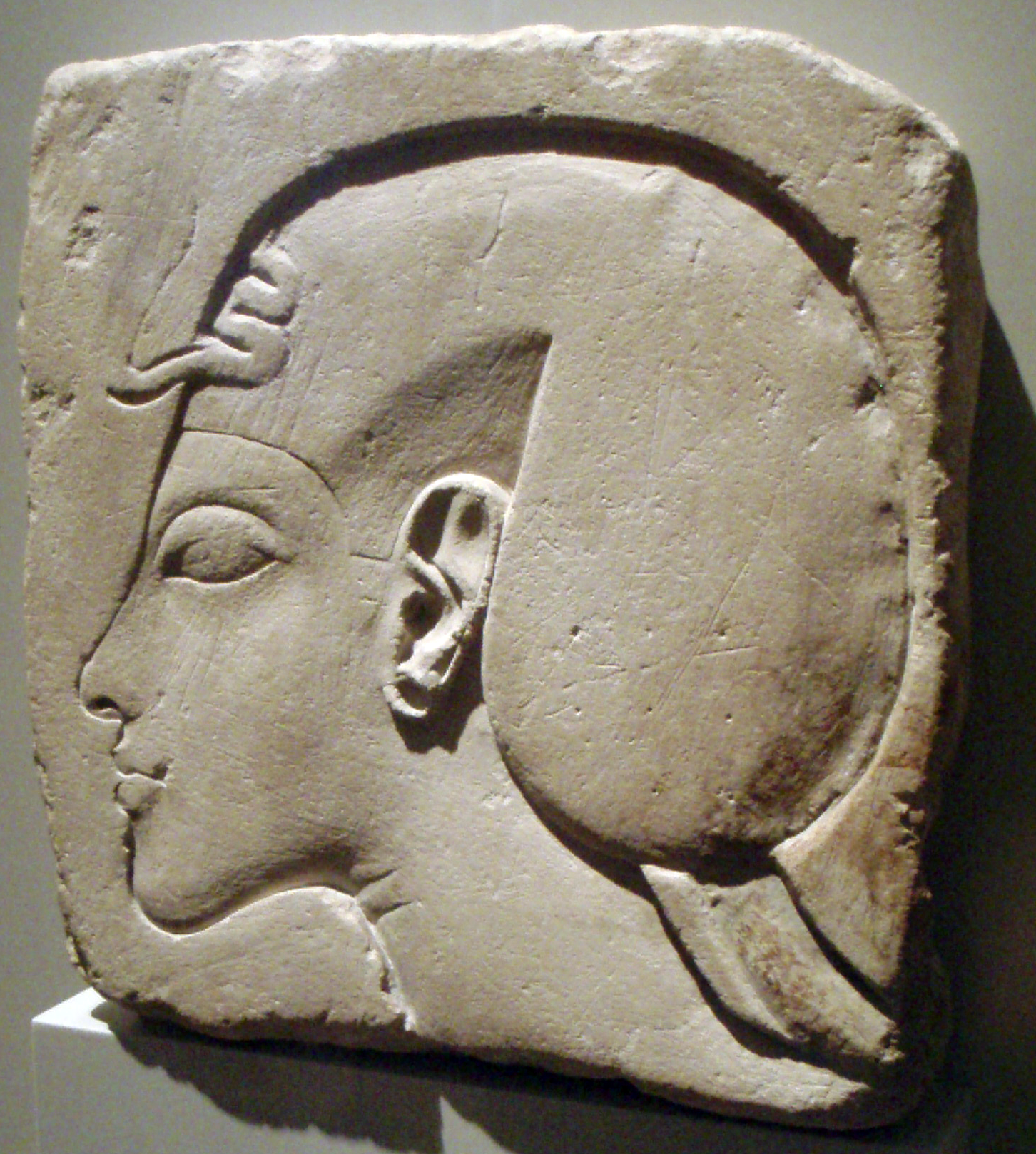
阿肯那顿的救济画像
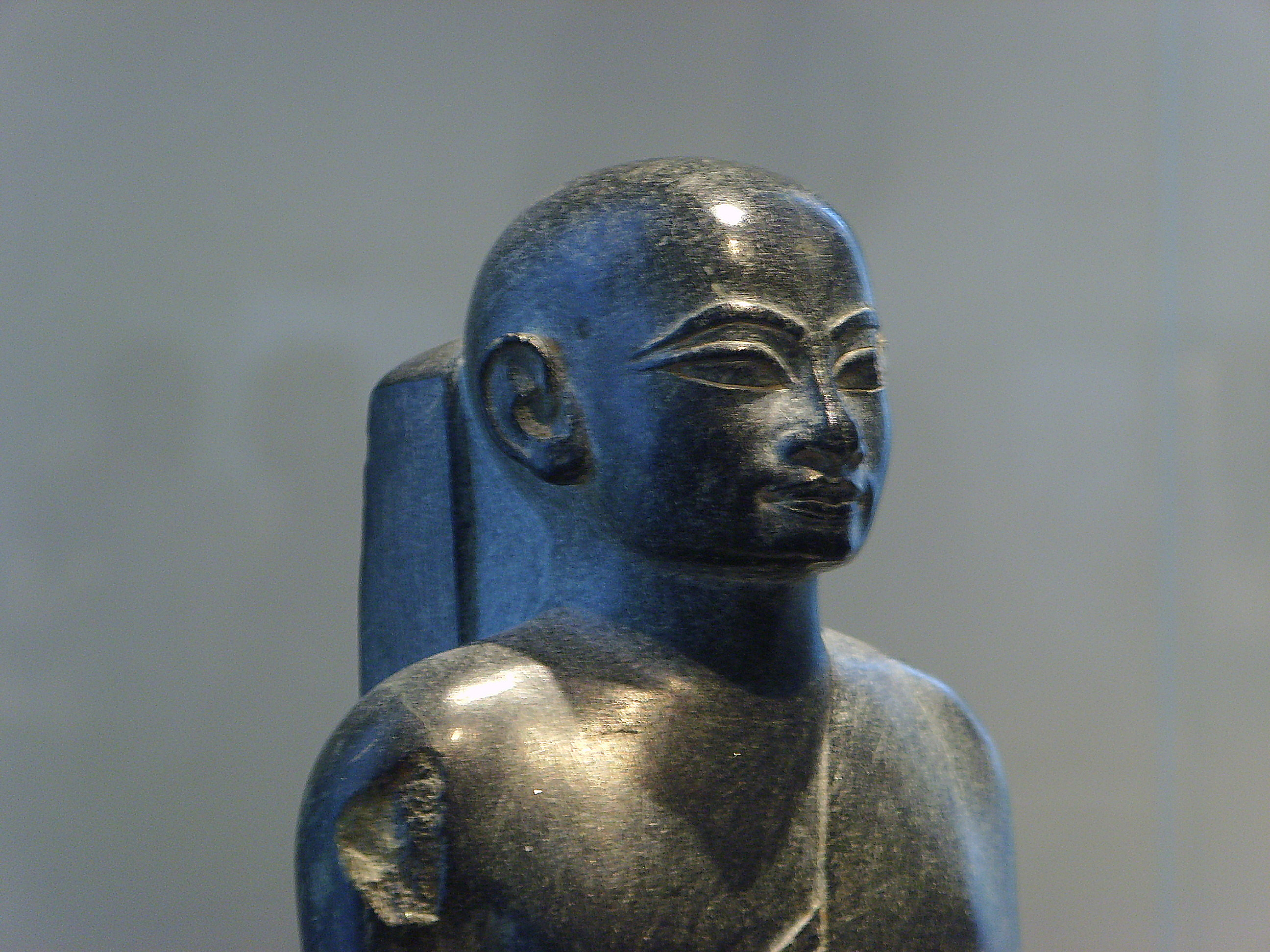
Tai-tai, the Priest. 新王國時期, 埃及第十八王朝, 1380 BC.
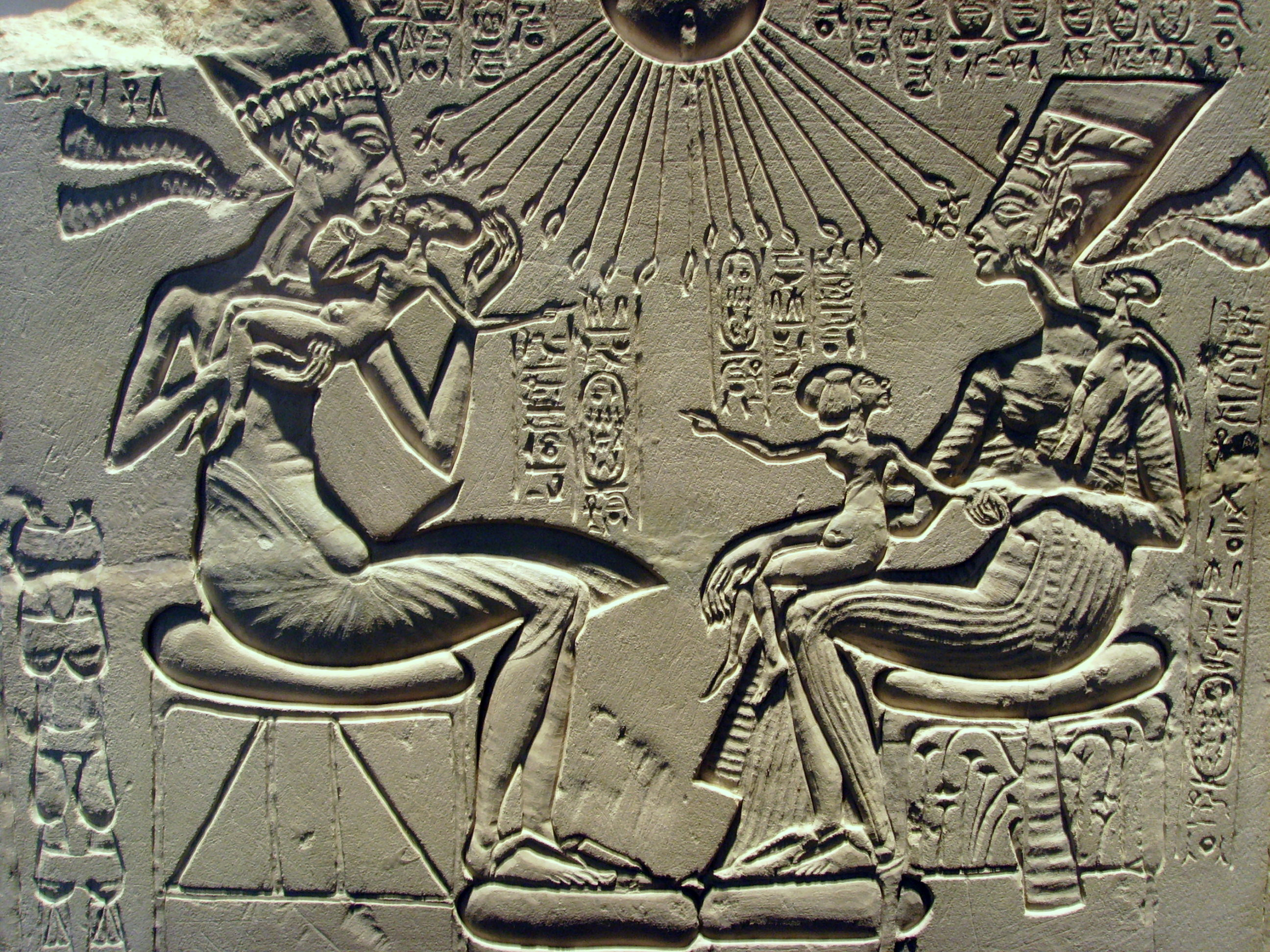
阿肯那顿、娜芙蒂蒂和他们的孩子。阿马尔那时期，1350 BC。
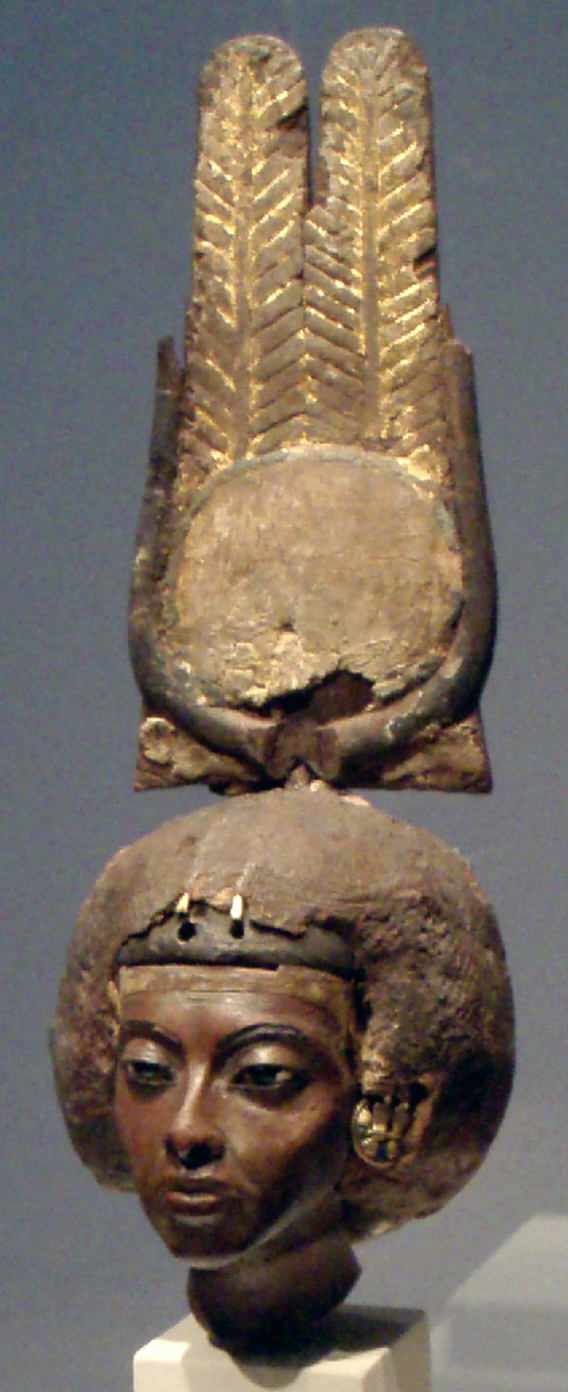
泰伊王后，阿马尔那时期，1355 BC。
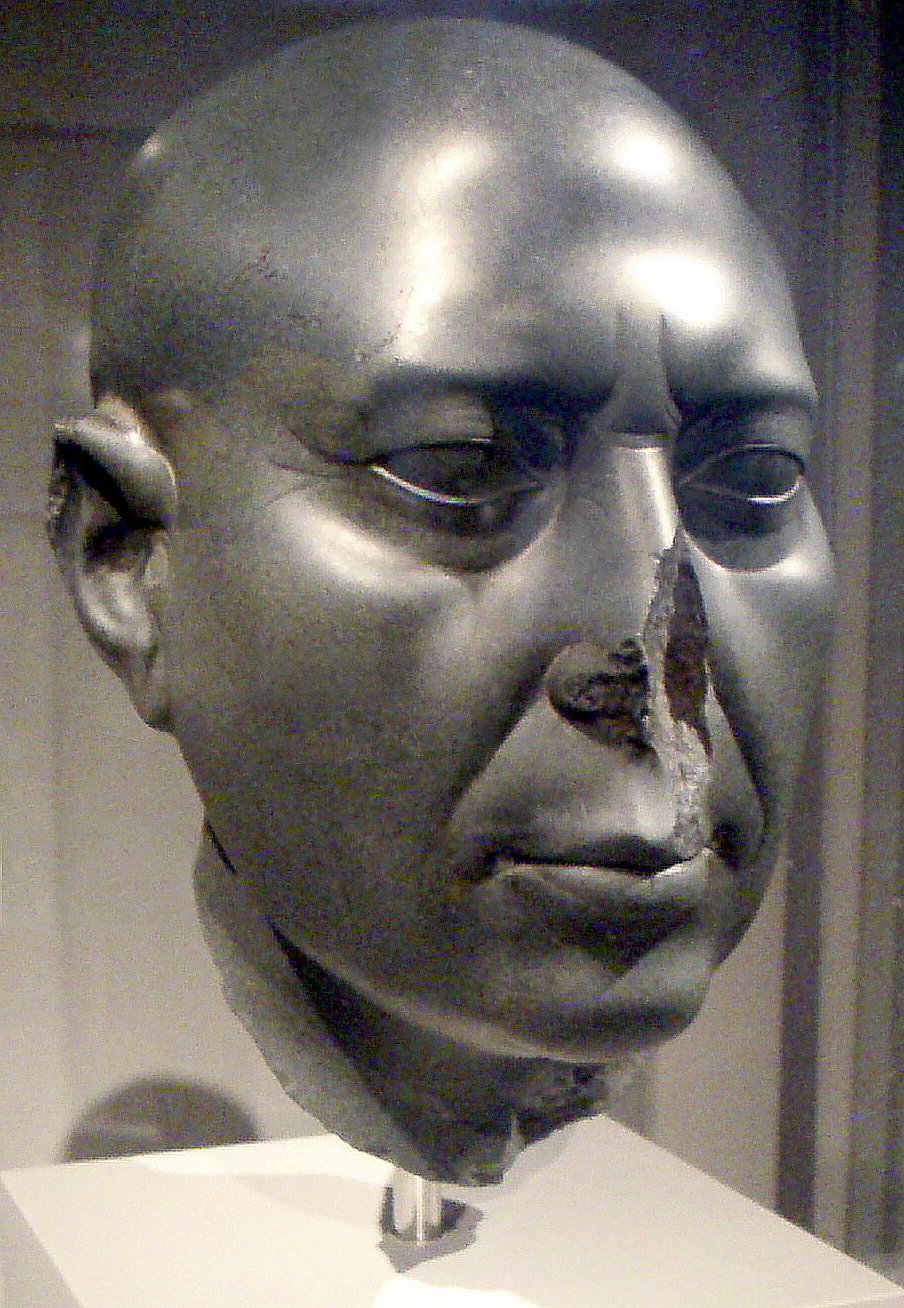
“柏林绿色头像”，500 BC。